# Мценский кремль
Мценский кремль или Рубленый город — историческое ядро Мценска, центральная часть Мценской крепости, располагавшаяся на горе Самород у впадения реки Мецны в Зушу.

## История
В VIII—X веках на горе Самород находилось укреплённое поселение вятичей. В летописях Мценск появляется в середине XII века как город Новгород-Северского княжества. В 1370 году Мценск, относившийся уже к Новосильскому княжеству, аффилированному с Великим княжеством Литовским, был взят московским войском Дмитрия Донского, однако в начале XV века был взят Витовтом. Упоминается в «Списке городов Свидригайло». В 1430 году Мценский кремль выдержал трёхнедельную осаду со стороны ордынского князя Айдара. В 1456 году посад Мценска был сожжён рязанским войском. В 1492 году Мценский кремль был взят и сожжён московским воеводой Василием Телепнем Оболенским. В 1498 был отбит штурм белёвских князей, вассальных по отношению к Москве. Зимой 1500 года Мценск был окончательно взят войском Ивана III и с тех пор несколько веков являлся одной из крупнейших крепостей Русского государства на южном пограничье. Основной угрозой для Мценска в XVI и XVII веках были крымско-ногайские набеги. В 1562 году город осадило 15-тысячное войско хана Девлет-Гирея, однако воевода Фёдор Татев успешно противостоял ему. В Смутное время Мценск был одним из немногих русских городов, которые практически не пострадали.

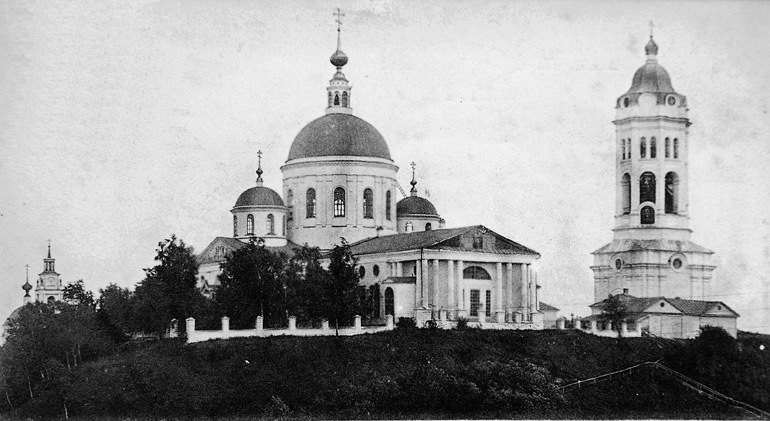
Никольский собор на месте кремля до уничтожения в 1930-х

В конце XVII века в связи с продвижением границ Русского государства на юг Мценск потерял своё военное значение и его укрепления начали приходить в упадок. Они просуществовали до 1757 года, когда были без остатка уничтожены сильным пожаром. Уцелели лишь кирпичные Никольский собор и Петропавловская (Введенская) церковь. В 1810—1839 годах на месте прежнего ветхого собора на территории бывшего кремля был построен новый храм в стиле классицизма, который был взорван в 1930-х годах. Сегодня на его месте находится часовня.

## Описание
Детинец Мценска (Рубленый город) является древнейшей частью Мценска и был построен в XII веке. Он очень удачно использовал особенности рельефа, будучи с трёх сторон окружённым крутыми склонами к рекам Мецне и Зуше. Детинец (кремль) имел форму вытянутой трапеции, самой узкой стороной обращённую к горловине, соединявшей гору Самород с остальным материком, ещё в глубокой древности перерезанной рвом и валом. Наружу вели двое ворот, выходивших к Зуше. Длина стен составляла 517,6 м, в стены было встроено пять башен — Большая Караульная (до 24 м), Средняя, Николаевская, Наугольная от Мецны и Наугольная от Зуши (Литовская). В детинце был построен Никольский собор и церковь Параскевы Пятницы. От Рубленого города к реке вёл подземный ход (тайник), у выхода которого стояла ещё одна башня. В 1672—1681 годах на месте деревянного Никольского собора был построен одноимённый кирпичный собор, кроме того в кремле находились воеводский двор, казённый погреб, житницы, соляной амбар, тюремная изба, губная изба и караульные избы у крепостных ворот.
Позже с южной напольной стороны к нему был пристроен Малый острог, сопоставимый по площади. У него было трое ворот — Орловские, Водяные и Глебовские. С Рубленым городом он соединялся мостом, делавшим для удобства обороны сложное колено. С южной стороны он был также защищён рвом и валом. Внутри него находился Петровский мужской монастырь. Помимо нескольких церквей в Малом остроге находились съезжая изба и несколько осадных дворов местных дворян и детей боярских. В последней четверти XVII века он был перестроен и значительно усилен, получив вместо острожной стены рубленую из городен.
В XVI веке после набега Девлет-Гирея Мценская крепость расширилась за счёт Большого острога, примыкавшего к Малому острогу с юга и юго-запада. Его главные ворота выходили на орловскую дорогу и также назывались Орловскими. В Большом остроге были построены Троицкая и Рождественская церкви. В 1630-х годах его стены начали обновлять и заменять на рубленые, однако строительство застопорилось и было завершено лишь в 1670-х годах. Высота вала, на котором стояли стены Большого острога, составляла 5 м. Общая протяжённость Большого острога составляла 678 м. У него было семь башен, две из которых были проездными. Перед стенами был вырыт ров, подступы к которому преграждали частик и надолбы. Центром Большого острога была Торговая площадь. Как и Малый острог, Большой острог был усилен в конце XVII столетия.
От западного угла Большого острога широкой дугой, охватывающей несколько слобод, была построена крепостная стена так называемого Плетёного города. Она выходила к Зуше к северу от кремля (детинца), затем поворачивала вдоль неё на юг, вплоть до устья Мецны, смыкаясь с кремлём. У стены Плетёного города было четверо ворот — Егорьевские, Богоявленские, Михайловские и ворота проездной башни, выходящие на Зушу и дорогу на Москву. В Плетёном городе было шесть церквей. Основу стены на невысоком валу составлял тройной плетень с земляной засыпкой, скреплённый поперечными дубовыми связями. В стене имелось два яруса бойниц, общая высота составляла 6,4 м. Общая длина — 1661 м. Плетёный город также называли именем Балчуг. 
Таким образом, Мценская крепость была одной из немногих крепостей России, имевших четыре пояса стен и башен.